# Jaguar XK 120

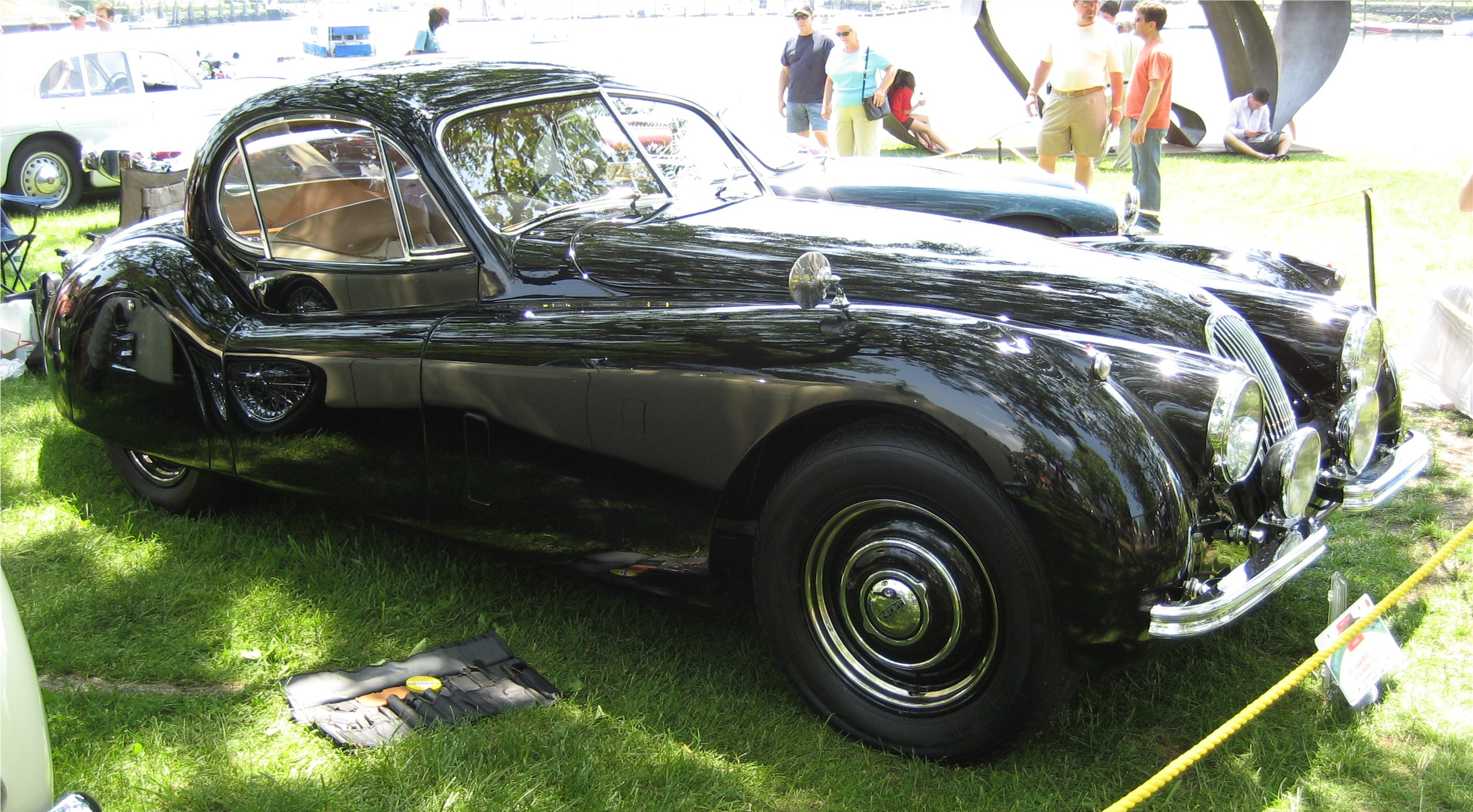
Jaguar XK 120 FHC

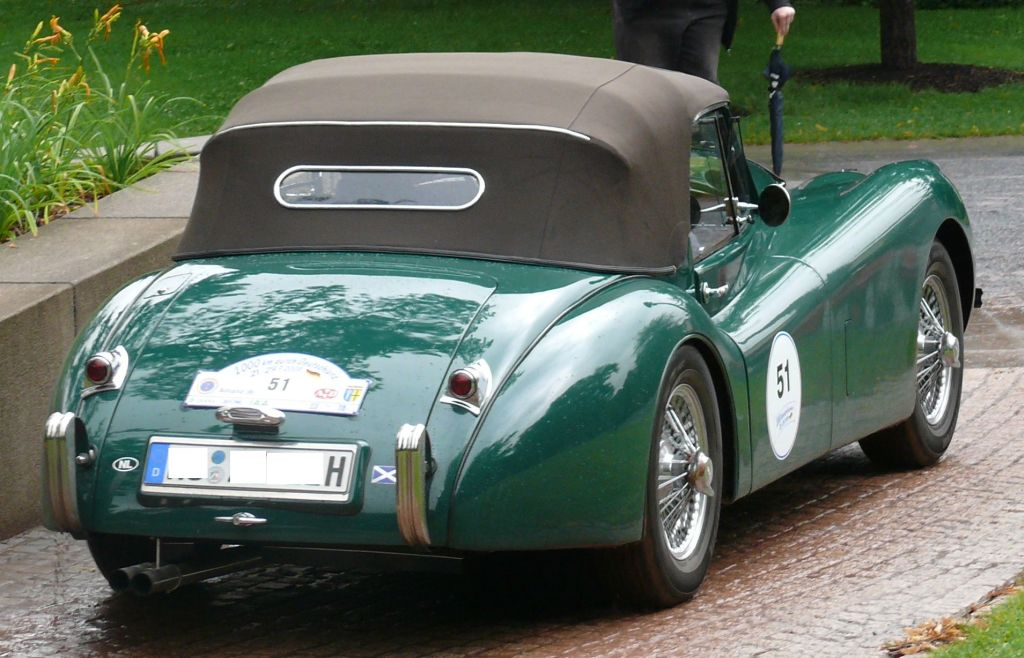
Jaguar XK 120 DHC

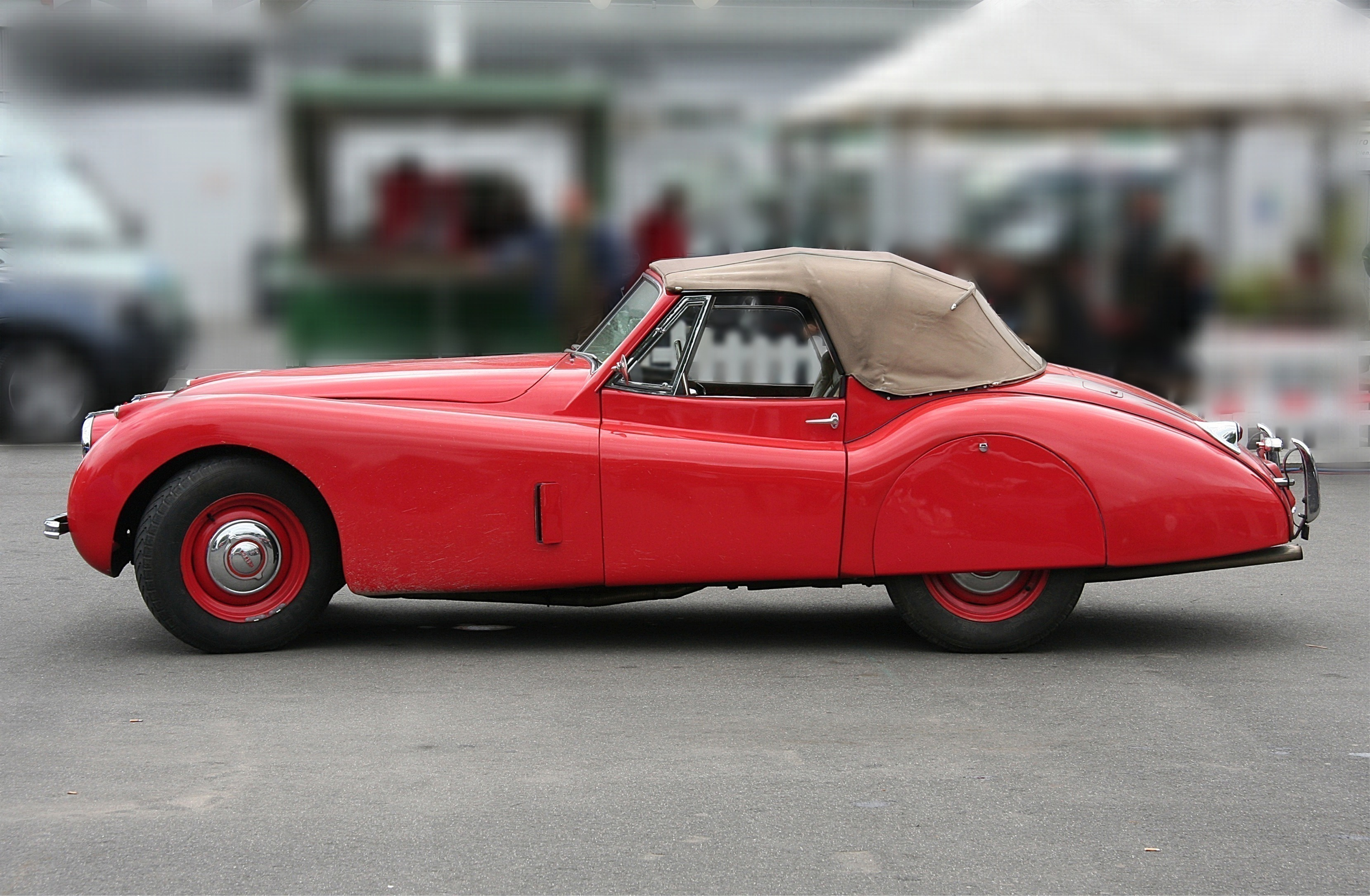
Jaguar XK 120 DHC

Jaguar XK 120 byl sportovní vůz vyráběný britskou automobilkou Jaguar od roku 1948 do roku 1954. Jednalo se o první sportovní model značky vyráběný po druhé světové válce. Ve své době se jednalo o jeden z nejrychlejších sériově vyráběných automobilů. Číslice 120 v názvu značí maximální rychlost v mílích za hodinu (193 km/h). Jeho předchůdcem byl model SS 100, nástupcem se stal model XK 140.

## Historie
Jaguar XK 120 se poprvé představil na londýnském autosalonu Earls Court v roce 1948 jako dvoumístný roadster. Původně byla naplánovaná výroba pouhých 200 kusů, ale hned při své premiéře na sebe strhnul veškerý obdiv návštěvníků a proto bylo rozhodnuto o sériové výrobě. Ovšem až do roku 1949 zůstával objem výroby nízký. Do tohoto roku se stačilo vyrobit pouze 240 exemplářů, které všechny měly hliníkovou karoserii a dřevěný jasanový rám. Když se poptávka v roce 1950 prudce zvýšila, přešla automobilka na hromadnou výrobu a od té doby měly všechny vozy ocelovou karoserii.
Do roku 1954 se vyrobilo přes 12 000 exemplářů. Na autosalonu se společně s XK 120 objevil také model XK 100, který obsahoval slabý dvoulitrový čtyřválec s výkonem pouhých 71 kW (95 k). Tento model nikdy neopustil stádium prototypu.
Ovšem původně měl sportovní model značky sloužit pro odzkoušení nového šestiválcového motoru, který byl určen pro připravovaný výkonný cestovní sedan. Ten se představil až v roce 1950 s uvedením modelu Mark VII. Design vozu byl z velké části dílem Williema Lyonse, zakladatele a šéfa firmy, který se nechal inspirovat předválečným vozem BMW 328. V oblasti designu nenacházel nový model přemožitele, ale vůz nabízel i skvělou výkonnost. Pod kapotou se ukrýval zcela nový řadový šestiválec XK se dvěma vačkovými hřídeli v hlavách válce a dvěma karburátory SU. Motor měl objem 3,4litru a uplatnil se ve vozech Jaguar až do 90. let. Poháněl například vítězné vozy ze závodů v Le Mans, Jaguar C-type nebo D-Type a řadu pozdějších modelů. Jednalo se o vůbec první motor vyráběný touto značkou, protože před válkou dodávala firmě motory značka Standard. Díky výkonu 119 kW (160 koní) vůz dosáhl max. rychlost 120 mil/h (193 km/h). Aby automobilka demonstrovala rychlost svého sportovní modelu, poslala v roce 1949 jeden vůz XK 120 na testovací dráhu Jabbeke v Belgii. Vůz měl na jednu míli s letmým startem naměřen úžasnou rychlost 213 km/h. Tuto hodnotu naměřily vozu s dolním spoilerem, kryty zadních kol a závodním čelním sklem, vůz se sklápěcí střechou a standardním čelním sklem dosáhl rychlost 203 km/h. Díky těmto výsledkům se z Jaguaru XK 120 stal jeden z nejrychlejších sériově vyráběných automobilů.
Původně se vůz vyráběl pouze jako dvoumístný roadster s odnímatelnou střechou s označením OTS (Open Two Seater). Teprve když roadster upevnil svoji pozici, mohla se představit elegantní verze kupé s
označením FHC (Fixed Head Coupe), poprvé představená v roce 1951. Svojí zakulacenou linií střechy se
Lyons nechal bezpochyby inspirovat vozy Bugatti ze 30. let. Poslední variantou se stal roadster se snímací střechou označovaný DHC (Drop Head Coupe). Nabízel se až od roku 1953. I když byl vůz tak dost rychlý, byla také k dostání verze S.E. (Special Equipment) se zvýšeným výkonem na 134 kW (180 koní). Měla vačkové hřídele s vysokým zdvihem, dva výfuky, drátovaná kola a dva světlomety navíc.

## Závodní historie

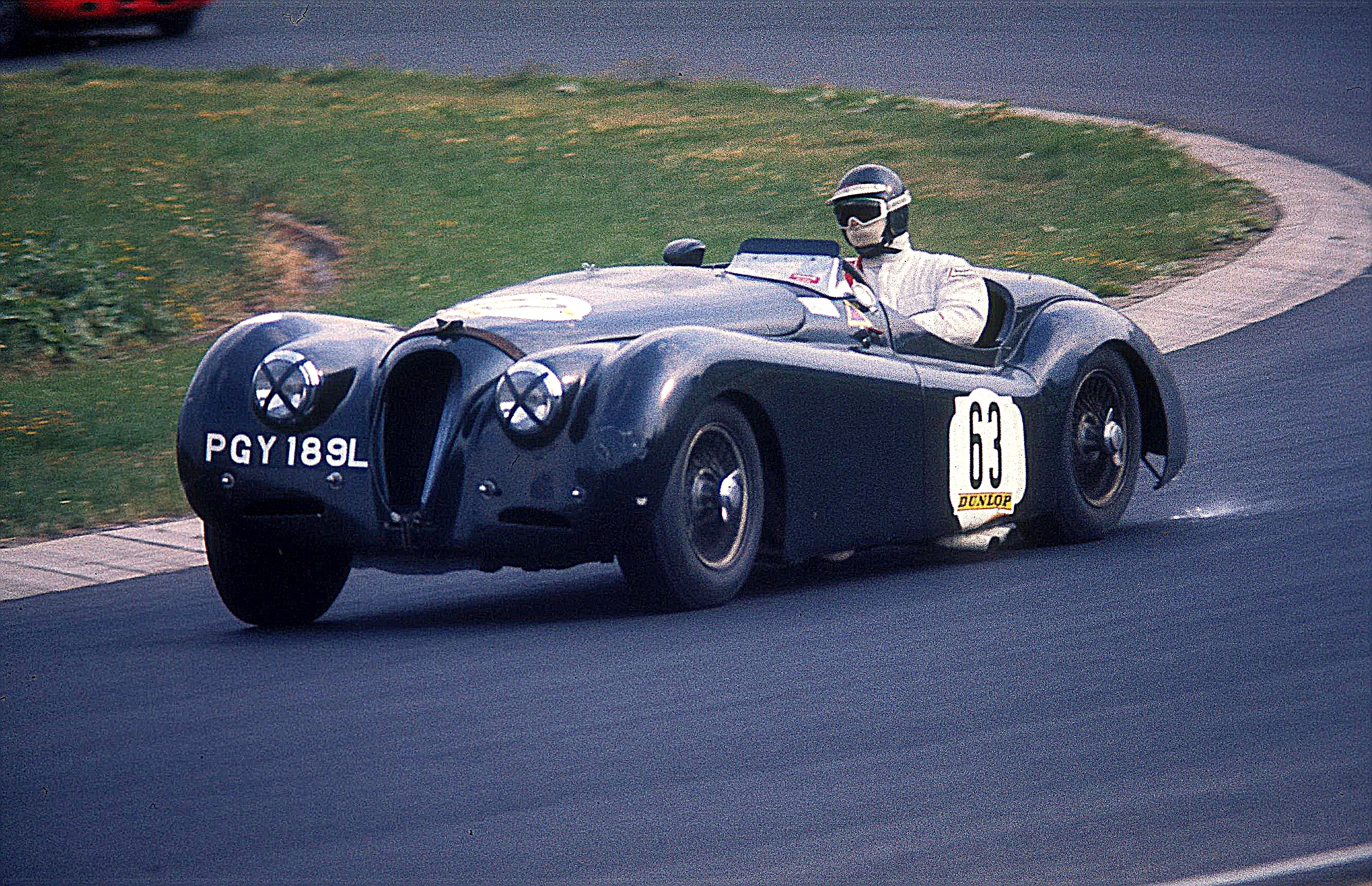
Jaguar XK 120 v závodní úpravě

Jaguar XK 120 se proslavil také na závodní dráze. Výtečný poměr hmotnosti a výkonu a dobrá ovladatelnost i aerodynamika jim na závodních tratích zajistily významnou pozici. XK 120 s odlehčenou karoserií jezdili závody cestovních i sportovních automobilů. Svoje první vítězství si připsal v roce 1949 při závodech sériových automobilů na okruhu Silverstone. Největších úspěchů dosáhl Jaguar XK 120 s označením NUB 120, když v letech 1950–1952 získal zlatý pohár za tři po sobě jdoucí vítězství v prestižní francouzské alpské rally. Vůz NUB 120 řídil Ian Appleyard, manžel Pett Appleyardové, která byla dcerou Williema Lyonse. V sezónně 1953 nastoupil Appleyard s novým vozem s poznávací značkou RUB 120 a opět sklízel úspěchy na mnoha evropských rally. S vozy XK 120 také vítězil pozdější vicemistr světa F1 Stirling Moss. Vybojoval např. vítězství při prestižní Tourist Trophy roku 1950 a v témže roce společně s Lesliem Johnsonem dokázali kroužit 24 hodin na francouzském okruhu Montlhéry průměrnou rychlostí 107 mil/hod (172 km/h). Model XK 120S soutěžil také ve slavném 24hodinovém závodě v Le Mans v roce 1950. Dva ze tří více méně sériových vozů dojely na bodovaných příčkách (dvanácté a patnácté místo) a jeden vůz pro poruchu spojky závod nedokončil.

## Technické údaje
- Motor: řadový šestiválec
- Objem: 3442 cm3
- Výkon: 119 kW (160 k)
- Kroutící moment: 265 Nm
- Max. rychlost: 196 km/h
- 0–96 km/h: 12 s
- Převodovka: čtyřstupňová, manuální
- Brzdy: hydraulické bubnové na všech kolech
- Výroba: 12 055 (ve všech provedeních)
- Rozměry
  - Délka: 4 394 mm
  - Šířka: 1 562 mm
  - Výška: 1 334 mm
- Hmotnost: 1 300 kg

- Údaje odpovídají základní verzi XK 120 OTS